# Place de Colombie
La place de Colombie est une voie située dans le quartier de la Muette et le quartier de la Porte-Dauphine du 16e arrondissement de Paris.

## Situation et accès

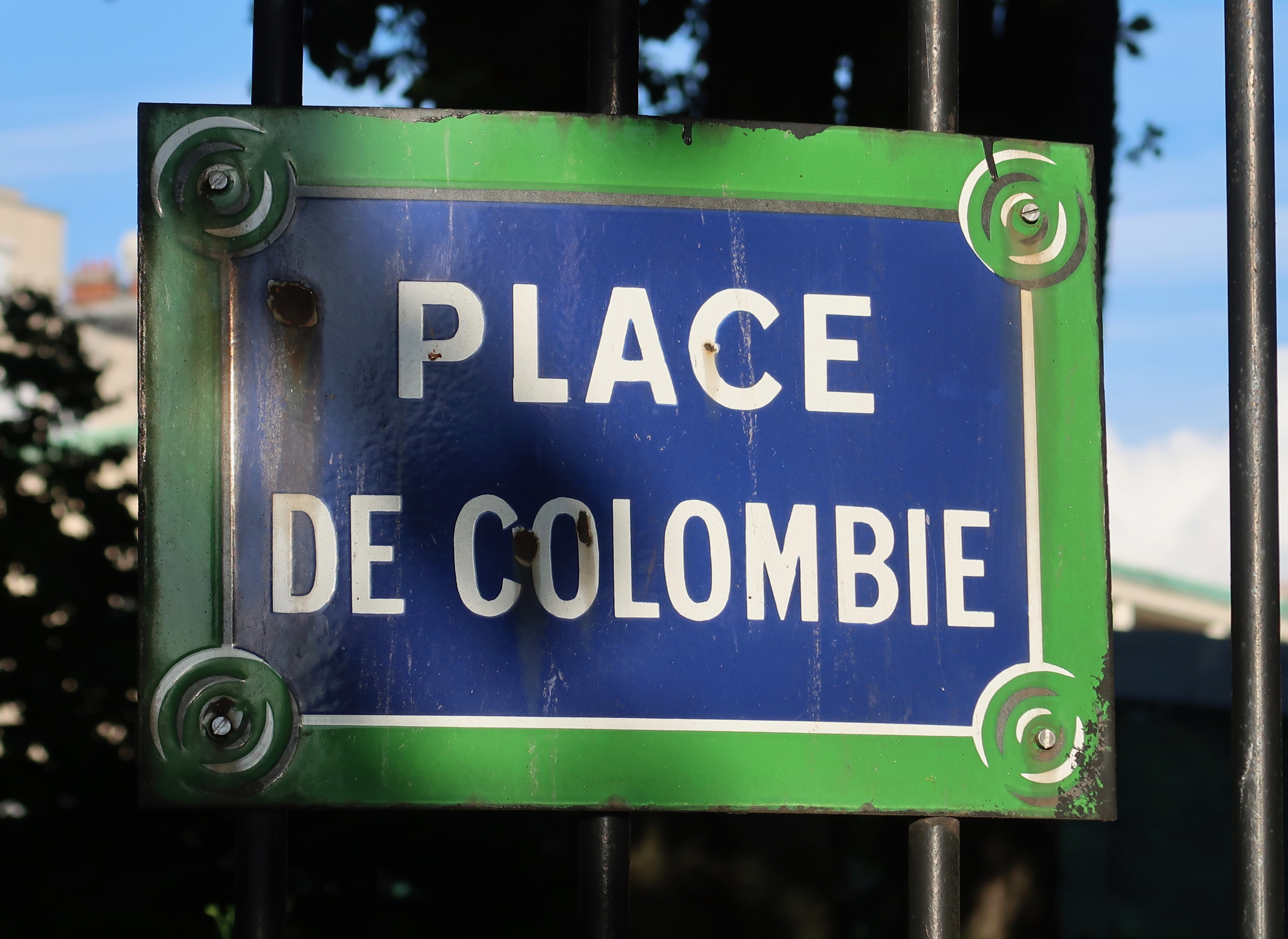
Plaque.

La place de Colombie est desservie par le RER C à la gare de l'avenue Henri Martin.
Elle est située à l'intersection des boulevards Suchet et Lannes et des avenues du Maréchal-Maunoury, Louis-Barthou et Henri-Martin.

## Origine du nom
Cette place porte le nom de la république de Colombie.

## Historique
Ancienne « place de la Porte-de-la-Muette » ouverte en 1928 en place des bastions nos 57 et 58 de l'enceinte de Thiers, la voie est classée dans la voirie de Paris par un arrêté du 11 octobre 1932 et prend son nom actuel par un arrêté du 28 novembre 1955.

## Bâtiments remarquables et lieux de mémoire

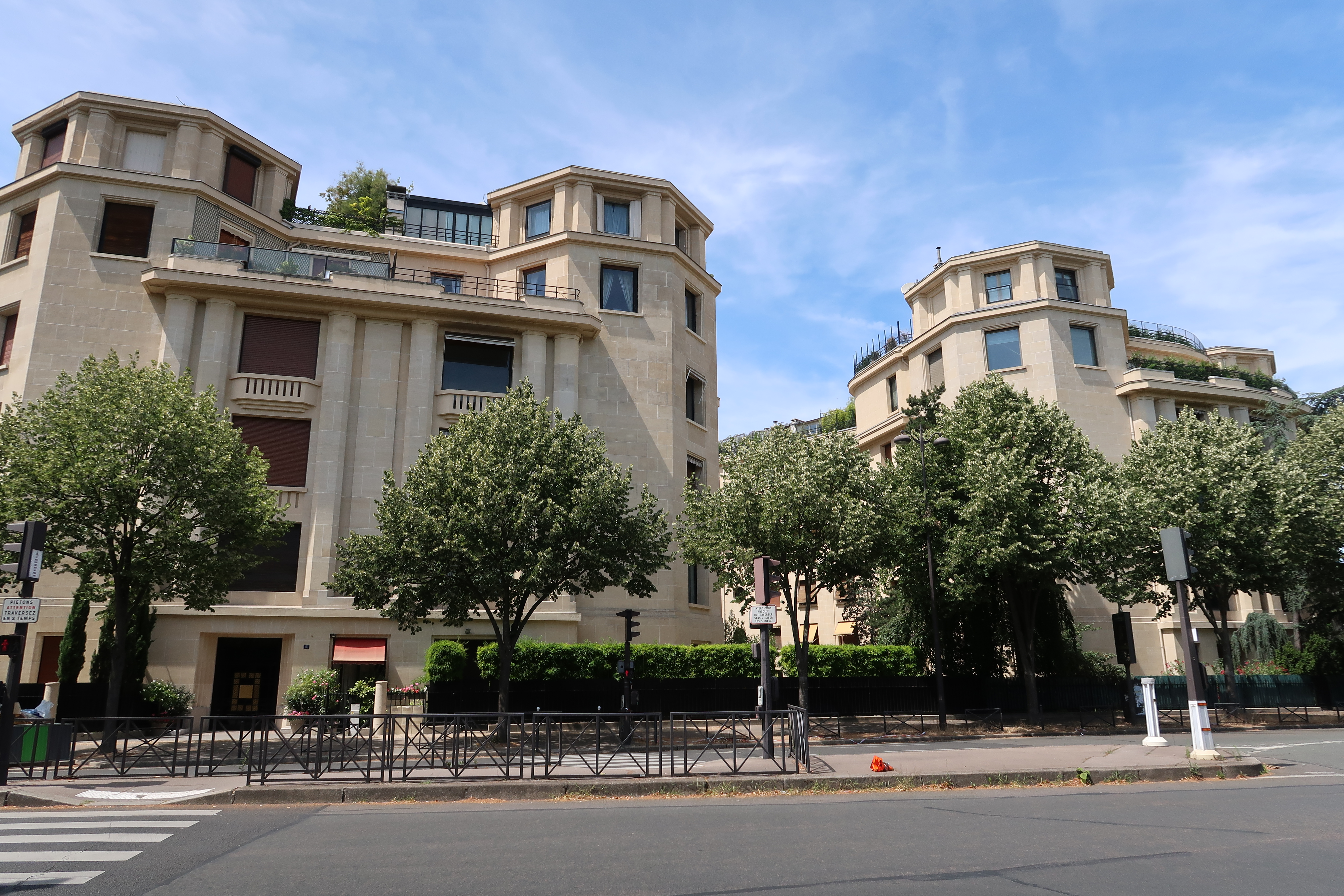
Les immeubles Walter.

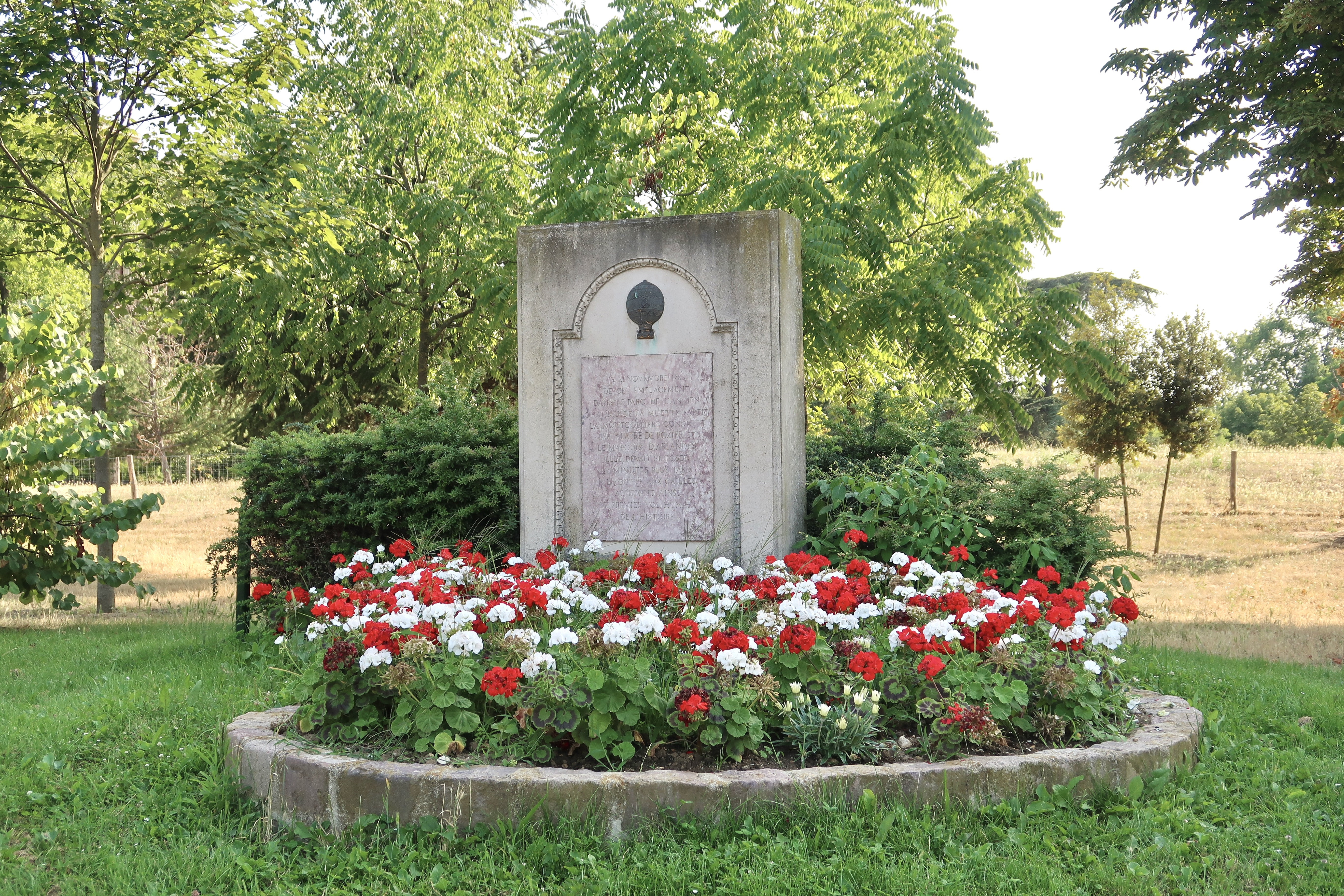
Monument à Pilatre de Rozier et au marquis d'Arlandes.

- La place, plantée d’arbres, accueille le square Alexandre-Ier-de-Yougoslavie, qui est orné d’un monument dédié aux rois Pierre Ier de Serbie et Alexandre Ier de Yougoslavie[1]. Il est inauguré le 9 octobre 1936 en présence du président de la République, Albert Lebrun[2].
- Au milieu de la place se trouve, à l'emplacement de l'ancien parc du château de la Muette, un monument en hommage au premier vol de montgolfière réalisé par Pilatre de Rozier et le marquis d'Arlandes, le 21 novembre 1783[1],[3].
- Plus au sud, la place accueille une statue de l'homme politique colombien Francisco de Paula Santander[1]. Sur son socle (à l'arrière) est gravé : « Don de la République de Colombie, en commémoration du Bicentenaire de la naissance et du cent cinquantenaire du décès de Francisco Paula Santander, le 6 mai 1990 ».
- Nos 1-3 : les immeubles Walter, luxueuses résidences construites en 1931[4], bordent le côté sud de la place.
- Porte de la Muette
- Bois de Boulogne

## Film tourné sur la place
- La Belle Personne (2008) de Christophe Honoré. Scène finale, avec une vue du monument yougoslave.